# Wybory w Polsce
Wybory w Polsce obecnie przeprowadza się dla wyboru Prezydenta RP (wybory prezydenckie), posłów na Sejm i senatorów (wybory parlamentarne), posłów do Parlamentu Europejskiego (wybory europejskie), a także radnych sejmików województw, rad powiatów i gmin oraz prezydentów lub burmistrzów miast i wójtów (wybory samorządowe).
Za organizację i przebieg wyborów odpowiada w Polsce Państwowa Komisja Wyborcza wraz z jej organem wykonawczym – Krajowym Biurem Wyborczym.

## Historia wyborów w Polsce

### I Rzeczpospolita
Wybory w Polsce mają długą tradycję, od czasów pierwszego Sejmu walnego w 1493, który był przedstawicielstwem szlachty wybranej na sejmikach ziemskich; Sejm zwoływany był co 2 lata na okres 6 tygodni, sejmiki zaś wybierały po 2 posłów (związanych instrukcjami).
W czasach I Rzeczypospolitej najdonioślejsze znaczenie miał wybór monarchy, dokonywany w wyniku wolnej elekcji, zorganizowanej po raz pierwszy w 1573. Pierwszym królem wybranym w drodze wolnej elekcji był Henryk Walezy, ostatnim – wybranym w 1764 – Stanisław August Poniatowski. Instytucja elekcji viritim przetrwała aż do upadku państwa po III rozbiorze w 1795, będąc – obok liberum veto – w znacznej mierze przyczyną zagłady Rzeczypospolitej. Konstytucja 3 Maja przewidywała ustanowienie dziedzicznej monarchii, tron oddając dynastii Wettynów.

## II Rzeczpospolita

Plakat wyborczy z 1930 roku, zachęcający do głosowania na listę wyborczą nr 1 (BBWR)

Pierwsze na ziemiach polskich demokratyczne wybory do Sejmu Ustawodawczego (powszechne, tajne, równe i bezpośrednie), z proporcjonalnym podziałem mandatów (wybory pięcioprzymiotnikowe) odbyły się 26 stycznia 1919, niedługo po odzyskaniu przez Polskę niepodległości w 1918; dekret Naczelnika Państwa o ordynacji wyborczej czynne i bierne prawo wyborcze przyznawał także kobietom – prawa wyborcze przysługiwały wszystkim obywatelom, liczącym 21 lat w dniu rozpisania wyborów, bez różnicy płci.
Konstytucja marcowa utrzymała powszechność praw wyborczych, ograniczając jedynie cenzus wieku w wyborach do Senatu: 30 lat dla czynnego, i 40 lat dla biernego prawa wyborczego. Wybory parlamentarne do Sejmu i Senatu przeprowadzono w 1922, 1928 i w 1930 (tzw. wybory brzeskie).
Konstytucja kwietniowa, wprowadzająca system prezydencki, zmieniła system wyborów na nieproporcjonalne i nie całkiem wolne – 1/3 senatorów mianował Prezydent RP. W tym systemie przeprowadzono wybory 1935 i 1938.

### Wybory parlamentarne
- Wybory parlamentarne w Polsce w 1919 roku
- Wybory parlamentarne w Polsce w 1922 roku
- Wybory parlamentarne w Polsce w 1928 roku
- Wybory parlamentarne w Polsce w 1930 roku
- Wybory parlamentarne w Polsce w 1935 roku
- Wybory parlamentarne w Polsce w 1938 roku

### Wybory prezydenckie
- Wybory prezydenckie w Polsce w 1922 roku (9 grudnia)
- Wybory prezydenckie w Polsce w 1922 roku (20 grudnia)
- Wybory prezydenckie w Polsce w 1926 roku (pierwsze)
- Wybory prezydenckie w Polsce w 1926 roku (drugie)
- Wybory prezydenckie w Polsce w 1933 roku

### Wybory do Sejmu Śląskiego
- Wybory do Sejmu Śląskiego w 1922 roku
- Wybory do Sejmu Śląskiego w 1930 roku (11 maja)
- Wybory do Sejmu Śląskiego w 1930 roku (23 listopada)
- Wybory do Sejmu Śląskiego w 1935 roku

### Referenda
- Plebiscyt 1920
- Plebiscyt 1921

## Polska Rzeczpospolita Ludowa
W okresie powojennym pierwsze wybory zorganizowano w 1947 w celu wyłonienia członków Sejmu Ustawodawczego. W kampanii przedwyborczej zamordowano 140 działaczy PSL, 10 tysięcy z nich aresztowano, w tym 149 kandydatów na posłów. Same wyniki wyborów sfałszowano, oddając władzę w ręce komunistów. W PRL-u ordynacja wyborcza „bez skreśleń” stwarzała jedynie pozory demokracji, preferując wyłącznie kandydatów PZPR. Wybory odbywały się regularnie, regularnie również były fałszowane.

### Wybory parlamentarne w PRL-u
- Wybory parlamentarne w Polsce w 1947 roku
- Wybory parlamentarne w Polsce w 1952 roku
- Wybory parlamentarne w Polsce w 1957 roku
- Wybory parlamentarne w Polsce w 1961 roku
- Wybory parlamentarne w Polsce w 1965 roku
- Wybory parlamentarne w Polsce w 1969 roku
- Wybory parlamentarne w Polsce w 1972 roku
- Wybory parlamentarne w Polsce w 1976 roku
- Wybory parlamentarne w Polsce w 1980 roku
- Wybory parlamentarne w Polsce w 1985 roku
- Wybory parlamentarne w Polsce w 1989 roku

### Wybory prezydenckie
- Wybory prezydenckie w Polsce w 1947 roku
- Wybory prezydenckie w Polsce w 1989 roku

### Wybory do rad narodowych
- Wybory do rad narodowych w Polsce w 1954 roku
- Wybory do rad narodowych w Polsce w 1958 roku
- Wybory do rad narodowych w Polsce w 1961 roku
- Wybory do rad narodowych w Polsce w 1965 roku
- Wybory do rad narodowych w Polsce w 1969 roku
- Wybory do rad narodowych w Polsce w 1973 roku
- Wybory do rad narodowych w Polsce w 1976 roku
- Wybory do rad narodowych w Polsce w 1978 roku
- Wybory do rad narodowych w Polsce w 1980 roku
- Wybory do rad narodowych w Polsce w 1984 roku
- Wybory do rad narodowych w Polsce w 1988 roku

### Referenda w PRL-u
- Referendum ludowe w 1946
- Referendum w Polsce w 1987 roku

## III Rzeczpospolita
Następne (częściowo) wolne wybory odbyły się 4 czerwca 1989. Zgodnie z ustaleniami Okrągłego Stołu w wolnych wyborach wybrano wszystkich senatorów oraz 35% posłów (tzw. Sejm kontraktowy), pozostałe miejsca zagwarantowane były dla PZPR i partii satelickich. Wybory te uznaje się często za początek III Rzeczypospolitej, w której odbywają się całkowicie wolne wybory pięcioprzymiotnikowe.
Frekwencja (%) w wyborach do      Sejmu,      Parlamentu Europejskiego,      samorządowych (I tura) i      prezydenckich (I tura).

### Wybory parlamentarne w III RP
- Wybory parlamentarne w Polsce w 1989 roku
- Wybory parlamentarne w Polsce w 1991 roku
- Wybory parlamentarne w Polsce w 1993 roku
- Wybory parlamentarne w Polsce w 1997 roku
- Wybory parlamentarne w Polsce w 2001 roku
- Wybory parlamentarne w Polsce w 2005 roku
- Wybory parlamentarne w Polsce w 2007 roku
- Wybory parlamentarne w Polsce w 2011 roku
- Wybory parlamentarne w Polsce w 2015 roku
- Wybory parlamentarne w Polsce w 2019 roku
- Wybory parlamentarne w Polsce w 2023 roku

### Wybory prezydenckie w III RP
- Wybory prezydenckie w Polsce w 1990 roku
- Wybory prezydenckie w Polsce w 1995 roku
- Wybory prezydenckie w Polsce w 2000 roku
- Wybory prezydenckie w Polsce w 2005 roku
- Wybory prezydenckie w Polsce w 2010 roku
- Wybory prezydenckie w Polsce w 2015 roku
- Wybory prezydenckie w Polsce w 2020 roku (pierwsze) – głosowanie nie odbyło się
- Wybory prezydenckie w Polsce w 2020 roku (drugie)
- Wybory prezydenckie w Polsce w 2025 roku

### Wybory samorządowe w III RP
- Wybory samorządowe w Polsce w 1990 roku
- Wybory samorządowe w Polsce w 1994 roku
- Wybory samorządowe w Polsce w 1998 roku
- Wybory samorządowe w Polsce w 2002 roku
- Wybory samorządowe w Polsce w 2006 roku
- Wybory samorządowe w Polsce w 2010 roku
- Wybory samorządowe w Polsce w 2014 roku
- Wybory samorządowe w Polsce w 2018 roku
- Wybory samorządowe w Polsce w 2024 roku

### Wybory do Parlamentu Europejskiego w III RP
- Wybory do Parlamentu Europejskiego w Polsce w 2004 roku
- Wybory do Parlamentu Europejskiego w Polsce w 2009 roku
- Wybory do Parlamentu Europejskiego w Polsce w 2014 roku
- Wybory do Parlamentu Europejskiego w Polsce w 2019 roku
- Wybory do Parlamentu Europejskiego w Polsce w 2024 roku

### Referenda w III RP
- Referenda w Polsce w 1996 roku
- Referendum w Polsce w 1997 roku
- Referendum w Polsce w 2003 roku
- Referendum w Polsce w 2015 roku
- Referendum w Polsce w 2023 roku

### Zarządzanie wyborów
Zgodnie z ustawą z dnia 5 stycznia 2011 r. – Kodeks wyborczy (tj. Dz.U. z 2023 r. poz. 2408), poszczególne wybory są zarządzane przez i w formie:
| Wybory                                                                                 | Zarządza                            | Forma zarządzenia                                  | Uwagi |
| -------------------------------------------------------------------------------------- | ----------------------------------- | -------------------------------------------------- | --- |
| Wybory Prezydenta Rzeczypospolitej Polskiej                                            | Marszałek Sejmu                     | Postanowienie Marszałka Sejmu                      | |
| Wybory do Sejmu Rzeczypospolitej Polskiej i Wybory do Senatu Rzeczypospolitej Polskiej | Prezydent Rzeczypospolitej Polskiej | Postanowienie Prezydenta Rzeczypospolitej Polskiej | W przypadku skrócenia kadencji Sejmu – na mocy uchwały Sejmu albo zarządzenia Prezydenta Rzeczypospolitej Polskiej. W przypadku wyborów uzupełniających do Senatu – PKW podaje do publicznej wiadomości w formie obwieszczenia postanowienie na terenie okręgu, którym odbędą się wybory. |
| Wybory samorządowe                                                                     | Prezes Rady Ministrów               | Rozporządzenie Prezesa Rady Ministrów              | Dotyczy: rad gmin, rad powiatów, sejmików województw i rad dzielnic m.st. Warszawy oraz wyborów wójtów, burmistrzów i prezydentów miast. W przypadku wyborów uzupełniających do rady, wybory te zarządza wojewoda.                                                                        |
| Wybory do Parlamentu Europejskiego                                                     | Prezydent Rzeczypospolitej Polskiej | Postanowienie Prezydenta Rzeczypospolitej Polskiej | |